# Cmentarz przy ul. Lwowskiej w Chełmie
Cmentarz przy ul. Lwowskiej w Chełmie – nekropolia w Chełmie, pierwotnie katolicka, podzielona na kwatery rzymskokatolicką i unicką, następnie katolicko-prawosławna. Na jej terenie znajdują się również groby polskich żołnierzy i powstańców styczniowych.

## Historia
Cmentarz katolicki w Chełmie został założony w 1802 na polecenie władz austriackich, które nakazały urządzenie nekropolii poza zabudową miejską i likwidację starszych cmentarzy położonych bezpośrednio przy budynkach świątyń. Nekropolia przy ul. Lwowskiej zajęła grunty unickiego szpitala. Centralnym punktem cmentarza była murowana kaplica ufundowana przez Ignacego Bielskiego, właściciela majątku Uher.
Cmentarz przeznaczony był dla wyznawców katolicyzmu obrządku łacińskiego i unickiego. Po likwidacji unickiej diecezji chełmskiej kwaterę unicką przemianowano na prawosławną. W tym samym czasie cmentarz poszerzono w kierunku południowym, o grunt wykupiony od Karola Radziszewskiego i Józefa Skibińskiego.
Na cmentarzu zachowały się dwie kaplice – kaplica Ignacego Bielskiego z początku XIX w. oraz kaplica Zajdlerów, zbudowana w 1908 w stylu neogotyckim przez notariusza Władysława Zajdlera. Przetrwały ponadto liczne nagrobki z XIX w., w tym grób Sebastiana Czaplica z 1832, nagrobek pułkownika Tadeusza Zawistowskiego z 1855, Henryki Niemirowskiej z 1841 oraz Karoliny Lechickiej z 1880.
Na terenie cmentarza znajdują się również nagrobki polskich żołnierzy poległych podczas wojny polsko-bolszewickiej, groby polskich uczestników II wojny światowej i krzyż pamięci powstańców styczniowych, pod którym prawdopodobnie pochowano szczątki walczących w bitwie pod Depułtyczami.

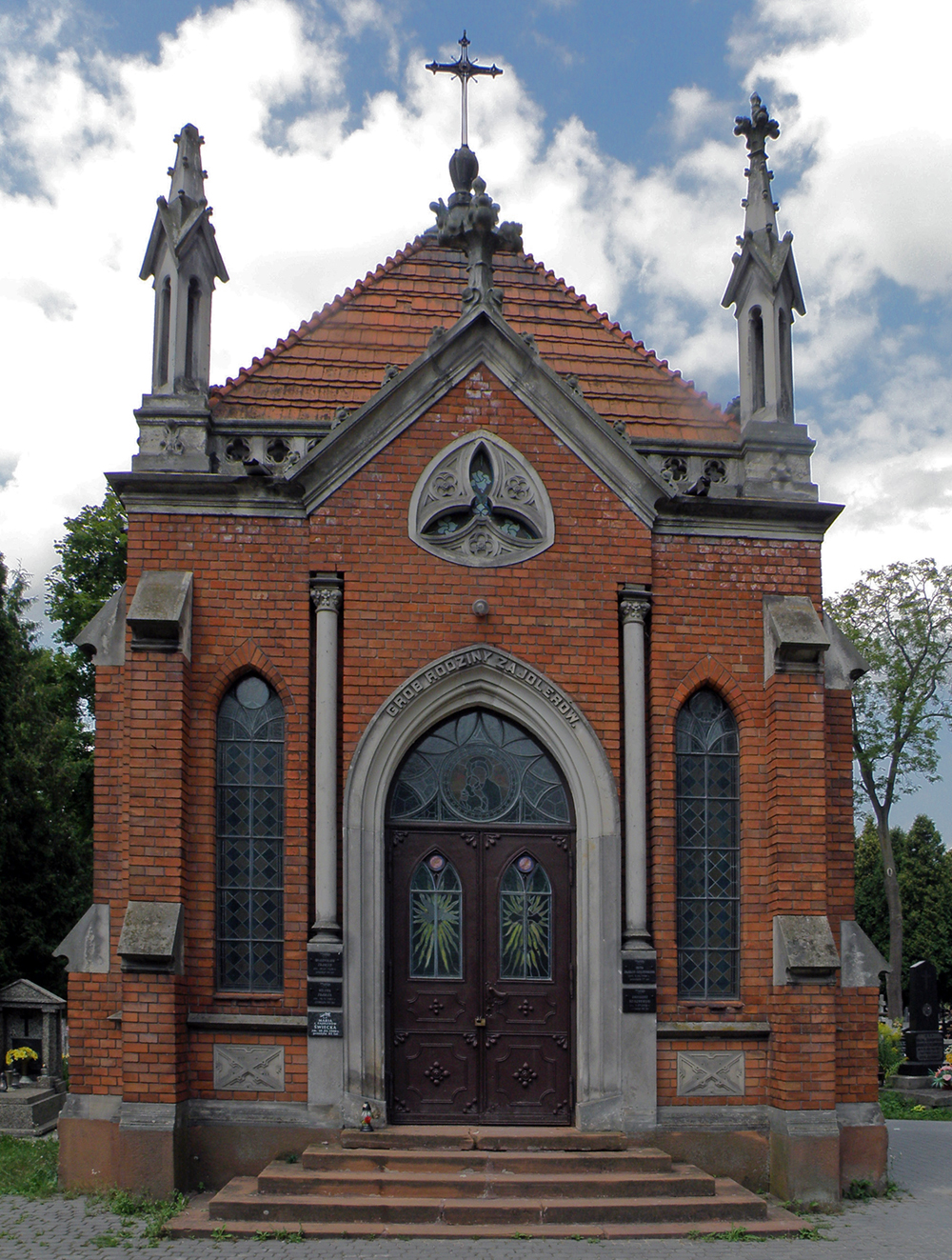
Kaplica Zajdlerów
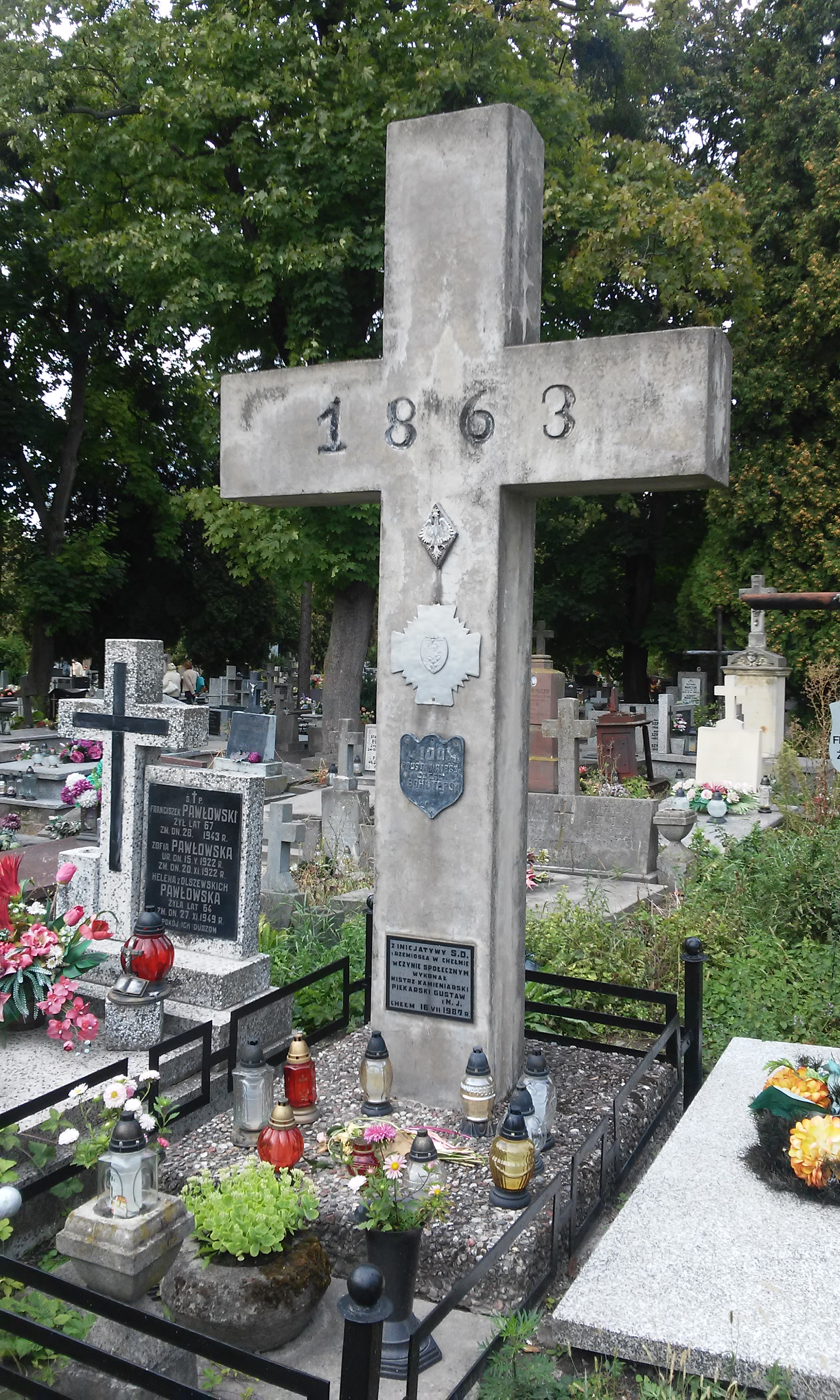
Krzyż pamięci powstańców styczniowych
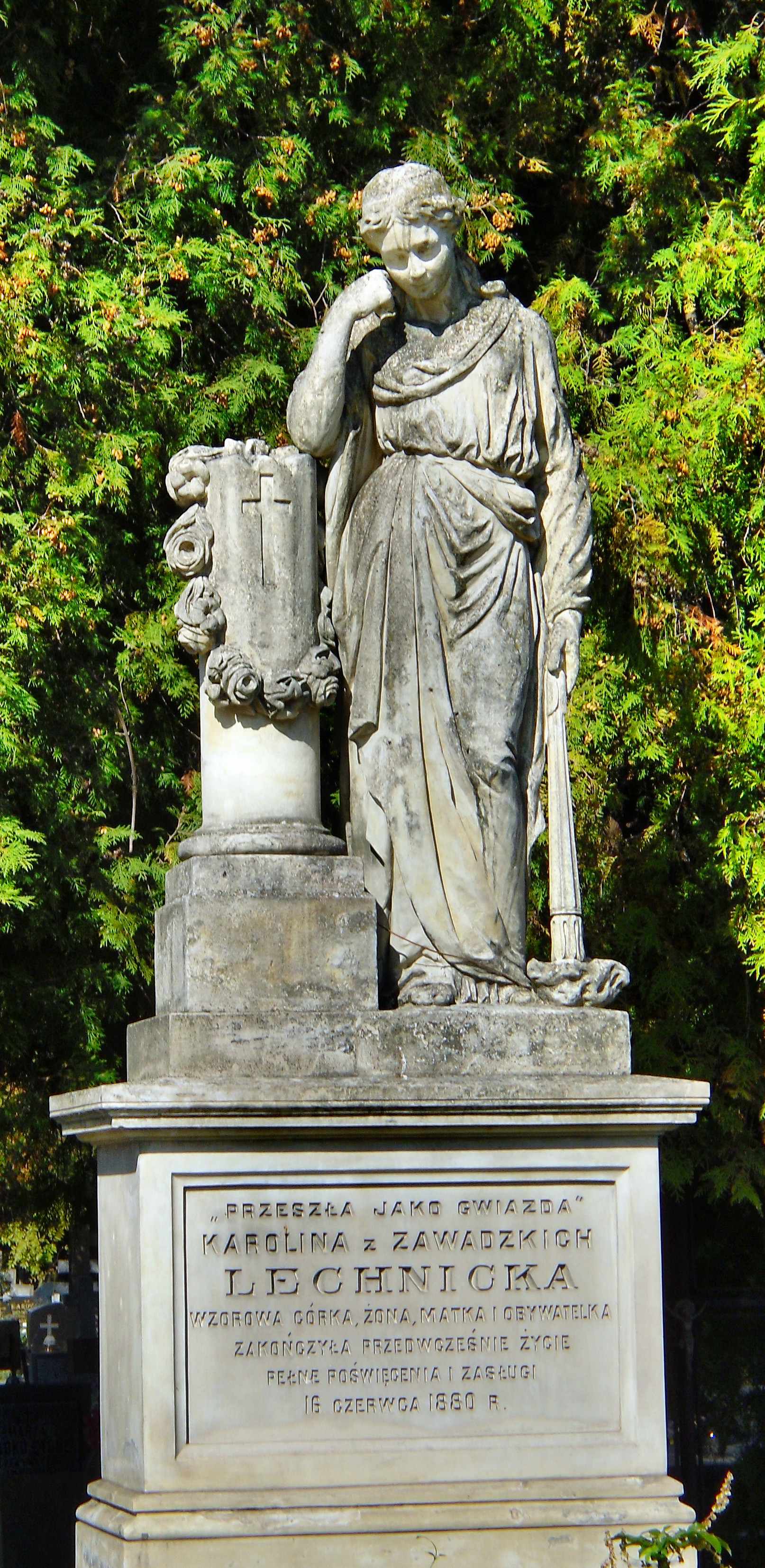
Grób Karoliny Lechickiej z 1880
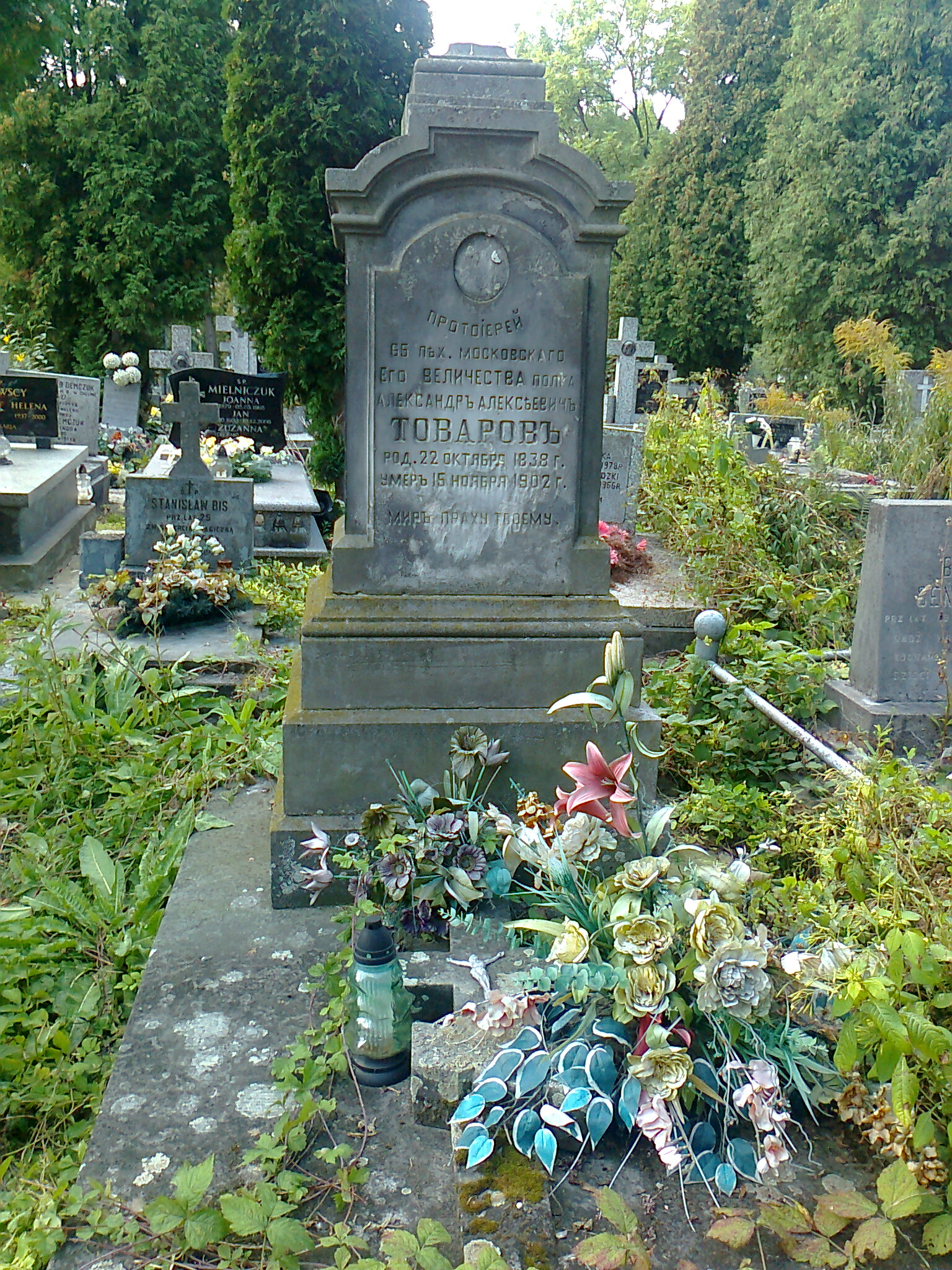
Grób protojereja Aleksandra Towarowa, 1901
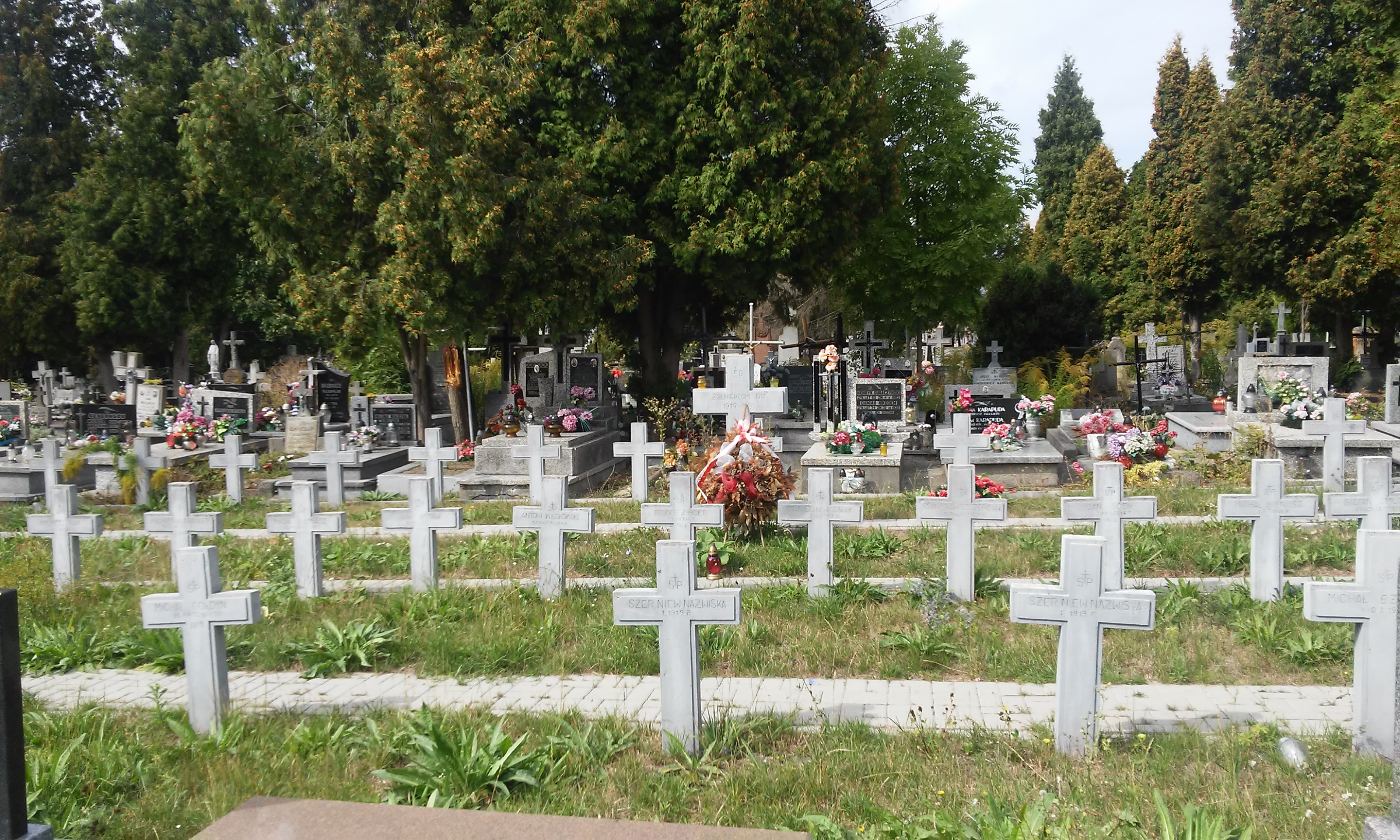
Kwatera polskich żołnierzy poległych w wojnie polsko-bolszewickiej